# Ponana serrens
Ponana serrens är en insektsart som beskrevs av Delong 1977. Ponana serrens ingår i släktet Ponana och familjen dvärgstritar. Inga underarter finns listade i Catalogue of Life.